# Neothoracaphis glaucae
Neothoracaphis glaucae är en insektsart som först beskrevs av Takahashi, R. 1958.  Neothoracaphis glaucae ingår i släktet Neothoracaphis och familjen långrörsbladlöss. Inga underarter finns listade i Catalogue of Life.